# عماد محمد
عماد محمد رضا، من مواليد 24 يوليو 1982 في كربلاء - العراق، لاعب كرة قدم عراقي سابق ومدرب كرة قدم حالي لـ منتخب شباب العراق.

## سيرته
بدأ مسيرته الكروية مع نادي الزوراء في عام 1998، ولعب معهم حتى عام 2002، وفي موسم 2002/2003 انتقل إلى نادي الغرافة القطري، وفي موسم 2003/2004 عاد إلى نادي الزوراء، ولكنه أكمل الموسم مع نادي الغرافة القطري، في موسم 2004/2005 انتقل إلى نادي الوكرة القطري، ولعب معهم 30 مباراة وسجل 11 هدف، وفي موسم 2005/2006 انتقل إلى نادي فولاد خوزستان الإيراني، ولعب معهم 14 مباراة وسجل 8 أهداف، ومنذ عام 2006 وهو يلعب مع نادي سيباهان أصفهان الإيراني، وفي 17 يونيو 2010 حضر عماد محمد للقاهرة للتوقيع على عقد انتقاله للزمالك لمدة 3 سنوات بعد رفضه لتجديد تعاقده مع ناديه القديم، وكما بدأ مسيرته الكروية مع المنتخب العراقي سنة 2000.

## اصابته بفيروس كورونا
أصيب نجم منتخب العراق السابق لكرة القدم والمدرب الحالي لمنتخب شباب"أسود الرافدين"، عماد محمد، بفيروس كورونا المستجد لينضم إلى قائمة المشاهير الذين ضربهم المرض.بتاريخ 8 يوليو 2020.

## مهنة التدريب
الزوراء
بدأ عماد محمد مسيرته الإدارية مع نادي الزوراء. تقاعد من مسيرته المهنية في منتصف الموسم عام 2014 ليحل محل جمال علي. [3] حقق المدير الشاب أداءً جيدًا في الموسم العادي ، حيث احتل المركز الثاني في المجموعة A ، على مستوى النقاط مع الجوية. ومع ذلك ، كان أداء الزوراء ضعيفًا بشكل كبير في التصفيات ، حيث أنهى آخر قتيل له في المجموعة 1. قرر الزوراء عدم تمديد عقده للموسم التالي. [4]
النجف.
تولى عماد أكثر من 7 مباريات في الموسم التالي من استقالة علي وهاب. [5] انتهى الفريق إلى المركز السابع في المجموعة ب ، وتجنب الهبوط بسهولة. [6] تم إعادة تعيين عماد في الموسم التالي ليحل مكانه بديلاً لهاتف شمران. [7] النجف أنهى المركز التاسع برصيد 49 نقطة. وخسر الفريق في دور الـ16 من كأس الاتحاد العراقي بسبب خسارة الفريق لمباراته أمام أمانة بغداد. اختار النجف عدم تجديد عقده مرة أخرى.
نفط الوسط تعديل
تم تعيين عماد مديرًا لشركة نفط الوسط في 5 فبراير 2018 ليحل محل عادل نعمة. [8] وقبل ذلك ، رفض العمل في طلبة ، بسبب ضعف الحالة الإدارية. [9] تم إقالته 7 جولات قبل نهاية الموسم. [10] انتشرت صورة على الإنترنت في يوم إقالته ، محادثة بينه وبين لاعب الزوراء علي رحمة ، اتفقتا على إصلاح المباراة لهذا الأخير. تحولت الصورة إلى خدعة

## الأنجازات
■أنجاز مع الفريق.
☆المركز الرابع في أولمبياد أثينا 2004.
☆الحائز على الميدالية الذهبية في ألعاب غرب آسيا 2005.
☆تعديل النادي
الدوري الإيراني الممتاز لكرة القدم.
☆الفائز: 2مرات/2009/10 مع سيباهان.
☆2011/12 مع سيباهان.
▪دوري ابطال اسيا الوصيف (1):
☆2007 مع سيباهان.
الدوري العراقي الممتاز
الفائز: 3
☆1999 مع نادي الزوراء.
☆2000 مع نادي الزوراء.
☆2001 مع نادي الزوراء.
دوري نجوم قطر.
☆الفائز: 1مرة/2002 مع نادي الغرافة الرياضي.
كأس أمير قطر
☆الفائز: 1مرة/2002 مع نادي الغرافة الرياضي.
☆كأس العراق
الفائز: 3
☆1998 مع نادي الزوراء
☆1999 مع نادي الزوراء
☆2000 مع نادي الزوراء
كأس الحزفي
☆الفائز: 1مرة/2006/07 مع سيباهان
☆الوصيف: 1مرة/2011-2012 مع شاهين بوشهر
☆كأس مصر
☆الفائز: /1مرة/2011 مع الزمالك
☆ انجاز فردي
☆لاعب دوري السوبر العراقي (1998-1999)
☆أفضل لاعب عراقي عام 2000.
☆هداف بطولة آسيا للشباب 2000 (4 أهداف)
☆وصيف هداف كأس العالم للأندية 2007 مع سيباهان
☆أفضل هداف لسباهان 2008-2009 (14 هدفا)
☆2009/10 هداف الدوري الإيراني للمحترفين برصيد 19 هدفا مع سيباهان

## وصلات خارجية
- الموقع الرسمي
- عماد محمد على موقع الاتحاد الدولي (مؤرشف)  (الإنجليزية)
- عماد محمد على موقع قاعدة بيانات كرة القدم.إي يو (الإنجليزية)
- عماد محمد على موقع ناشيونال فوتبول تيمز (الإنجليزية)
- عماد محمد على موقع Soccerway.com (الإنجليزية)
- عماد محمد على موقع عالم كرة القدم.نت (الإنجليزية)
- عماد محمد على موقع كووورة
- عماد محمد على موقع أوليمبيديا (الإنجليزية)
- Iraqsport.com profile